# Polder Lüsche
Der Polder Lüsche ist ein Überschwemmungsgebiet im niedersächsischen Landkreis Vechta und liegt südlich von Lüsche und nördlich von Carum in der Gemeinde Bakum. Das amtliche Kennzeichen des Naturschutzgebiets lautet: „NSG WE 162“. Zuständig für die Bewirtschaftung des Polders ist der Landkreis Vechta als untere Naturschutzbehörde. Der Polder wurde zwischen 1966 und 1974 errichtet, 1978 in Betrieb genommen und 1985 unter Naturschutz gestellt.

## Beschreibung
Das 38 ha große Schutzgebiet besteht aus einem künstlich angelegten Rückhaltebecken, das im Wesentlichen vom Wasser rechter Nebenflüsse der Hase gespeist wird. Unmittelbar nördlich von ihm fließt der Bruchbach, westlich die Steinbäke und südlich der Fladderkanal vorbei. Innerhalb dieses Beckens haben sich sehr abwechslungsreiche Wasser- und Vegetationsstrukturen gebildet. Vögel, Insekten und Amphibien profitieren von dem Schutzgebiet ebenso wie Weichtiere und viele an nasse Verhältnisse gebundene Pflanzenarten.
Die Wasserfläche des Polders ist maximal ca. 30 ha. groß; die Wassertiefe beträgt 2 bis 3 Meter. Das Stauvermögen beträgt 900.000 Kubikmeter Wasser. Der Polder kann auf einem etwa 2 km langen Ringdamm umwandert werden. Das Naturschutzgebiet darf nur auf der Deichkrone betreten werden.

## Rückhaltebecken
Aufgrund mangelnder Standfestigkeit wurde dem Polder die Eigenschaft, Wassermassen sicher zurückhalten zu können, vom Niedersächsischen Ministerium für Umwelt und Klimaschutz aberkannt. Die Talsperrenaufsicht im NLWKN hat die Stilllegung verfügt. Die Hochwasserschutzanlage ist derzeit nicht mehr sicher; Gehölzbewuchs und Wühltierbefall gefährden die Dämme der Anlage, des Weiteren fehlen Dammverteidigungswege.
Das Land Niedersachsen plante die Umgestaltung in einen „ungesteuerten Polder“. Dazu sollten Ein- und Auslaufbauwerk entfernt werden, die Dämme aber erhalten bleiben. Dies beantragten gemeinsam die Hase-Wasseracht und der NLKWN. Die Unterlagen für das beantragte Planfeststellungsverfahren lagen im Juni und Juli 2018 öffentlich aus, der Beschluss erging im November 2019.

## Eignung als Naturschutzgebiet
Ohne Nutzung begann das Gebiet zu verbuschen und eine natürliche Bestockung mit Waldbäumen setzte ein. Wünschenswert aus Sicht des Naturschutzes ist ein Mosaik aus offenen Wasserflächen, Grasfluren, verbuschten Bereichen sowie einzelnen Baumgruppen. Deshalb wird der zentrale Bereich des Polders seit vielen Jahren zum Erhalt von Freiflächen durch eine kleine Rinderherde beweidet. Am Deichfuß dagegen konnten sich die Gehölze lange Zeit ungestört entwickeln. Deshalb ergriff vor Jahren die Fischereivereinigung Vechta die Initiative und hat in jährlich wiederkehrenden Arbeitseinsätzen Teilbereiche entlang der Wasserflächen immer wieder entkusselt. Teilweise kamen auch Maschinen der Hase-Wasseracht zum Einsatz, um die bereits in die Wasserfläche hinein gewachsenen Weidenbüsche zu roden. Besonders im Süden und Westen des Polderdeiches diente die Freistellung der Ufer von Gehölzen dazu, dass die Wasserfläche wieder windexponiert besser mit Sauerstoff versorgt wurde.
Vom 1. April bis zum 15. Juli ist jegliche Fischereiausübung im Innenbereich des Polders verboten. Es darf in dieser Zeit nur vom Außendeich zwischen Eingang und Einlaufbauwerk geangelt werden.

## Fischbestand
Der Fischbestand setzt sich aus Zandern, Hechten, Schleien, Aalquappen, Brassen, Rotfedern, Karpfen, Schuppenkarpfen, Aalen, Barschen, Plötzen, Haseln, Gründlingen und Karauschen zusammen.

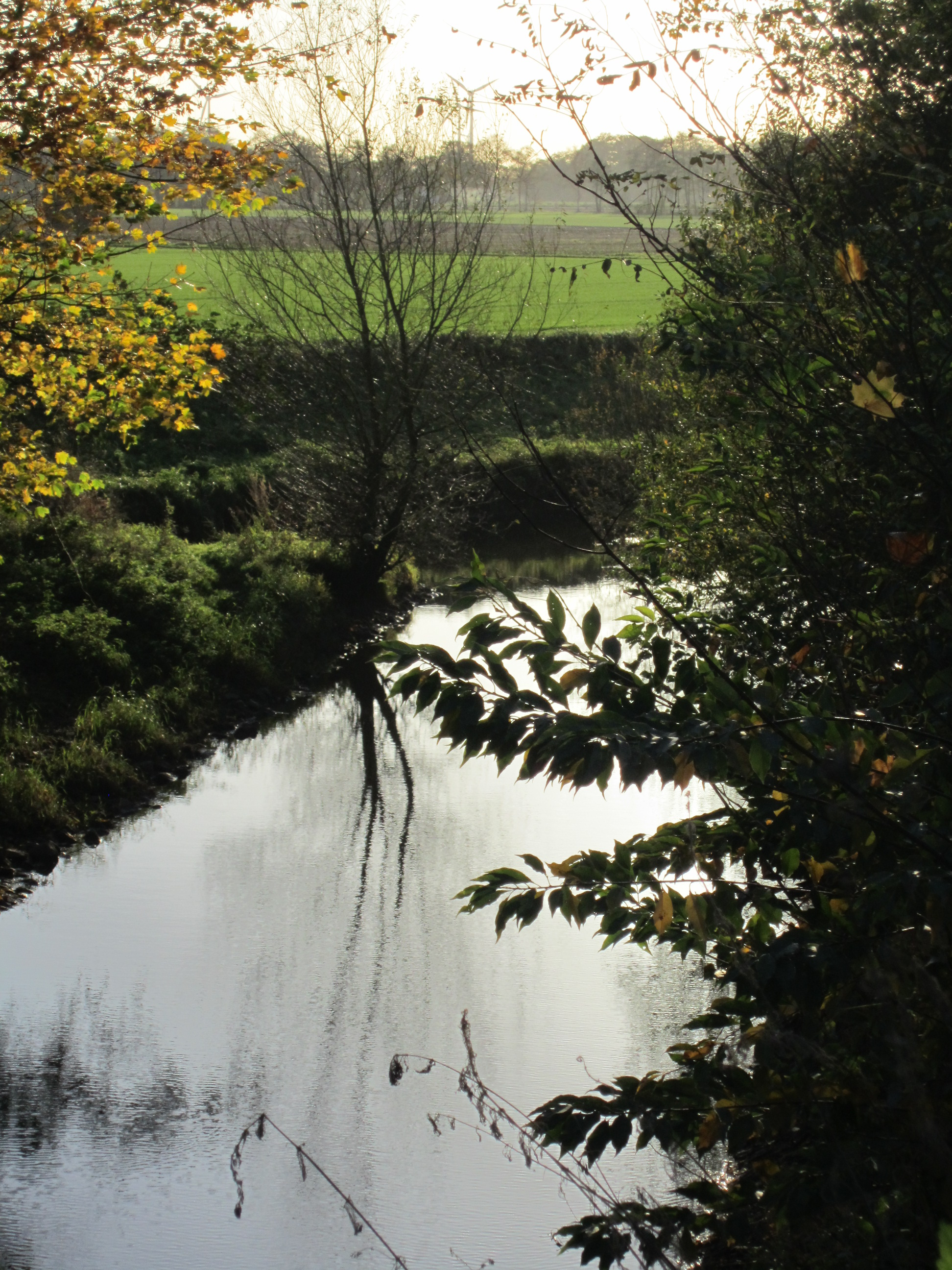
Verbindung zwischen dem Polder Lüsche und dem Fladderkanal (2014)
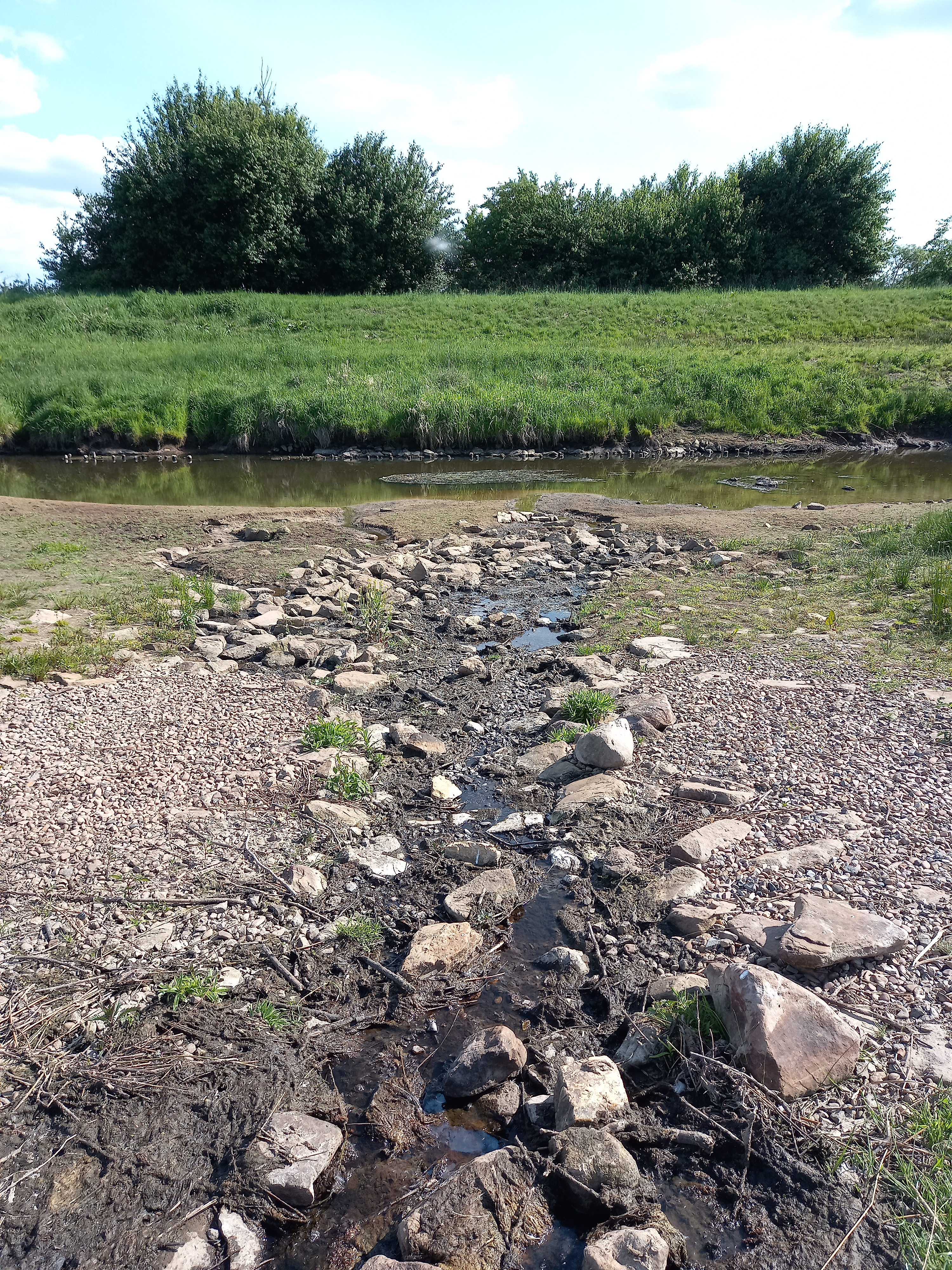
Sohlgleite vom Polder in den Fladderkanal (2025)
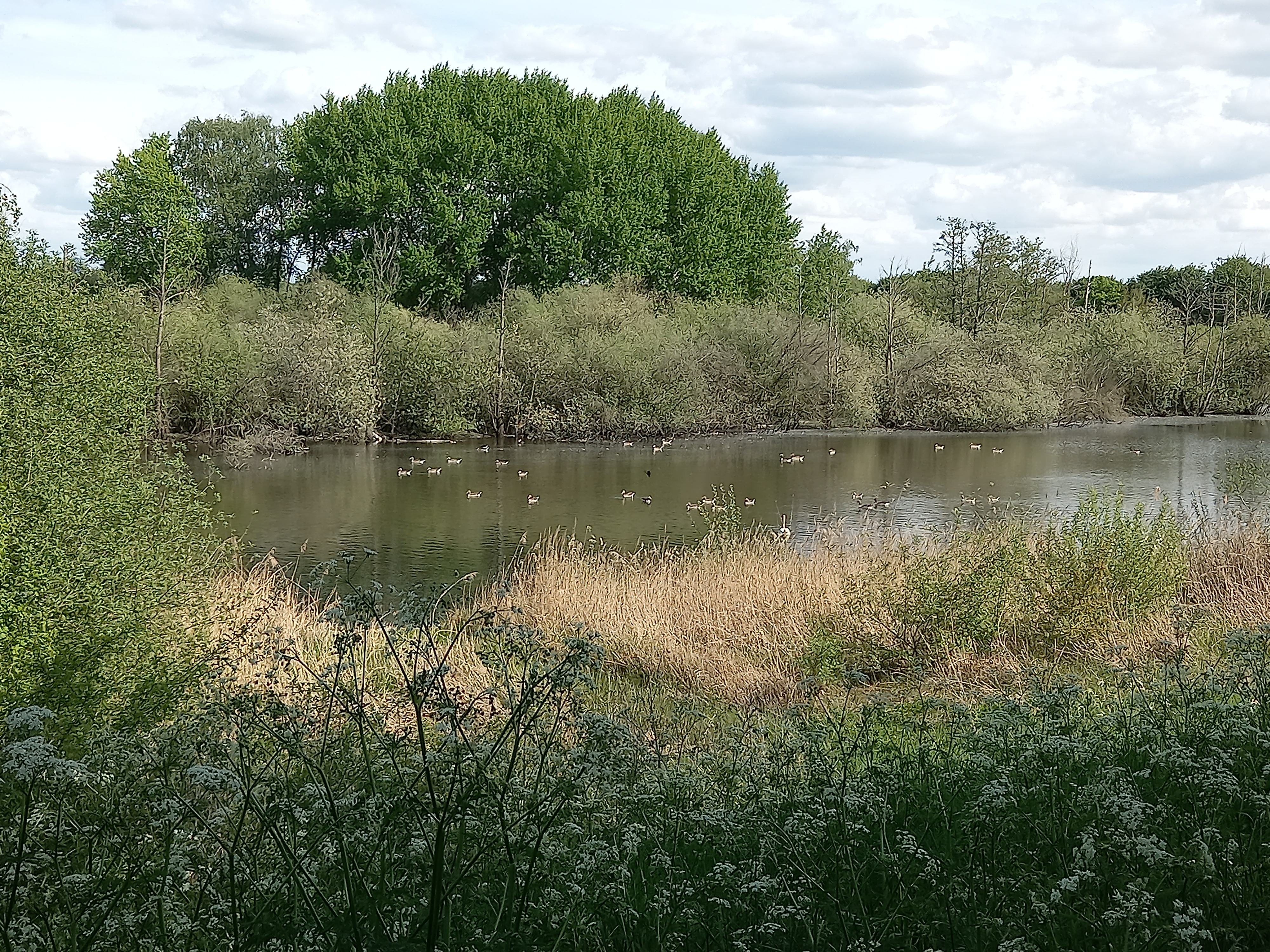
Enten im Westen des Polders
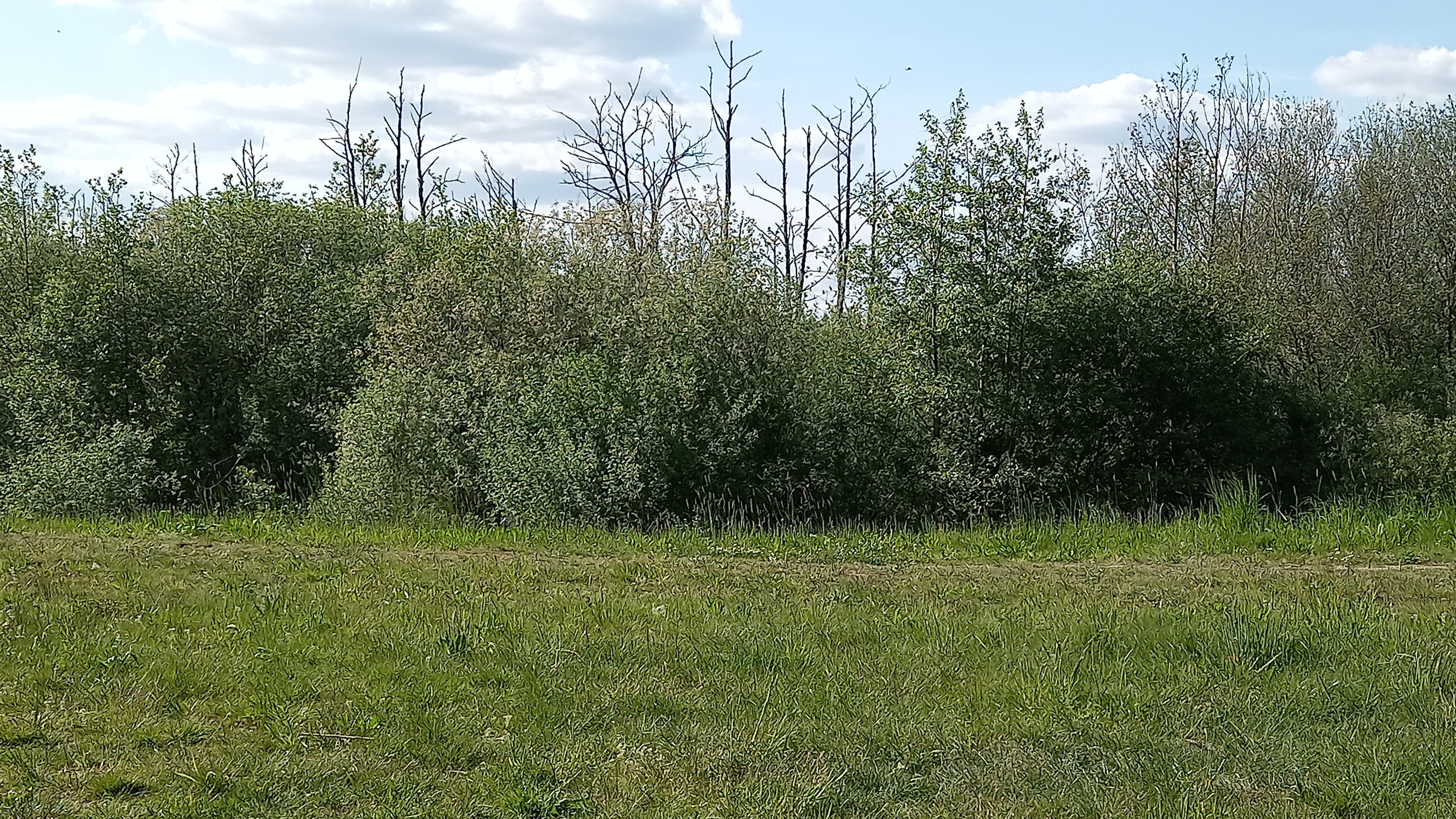
Vitale und abgestorbene Vegetation nördlich des Polderdamms
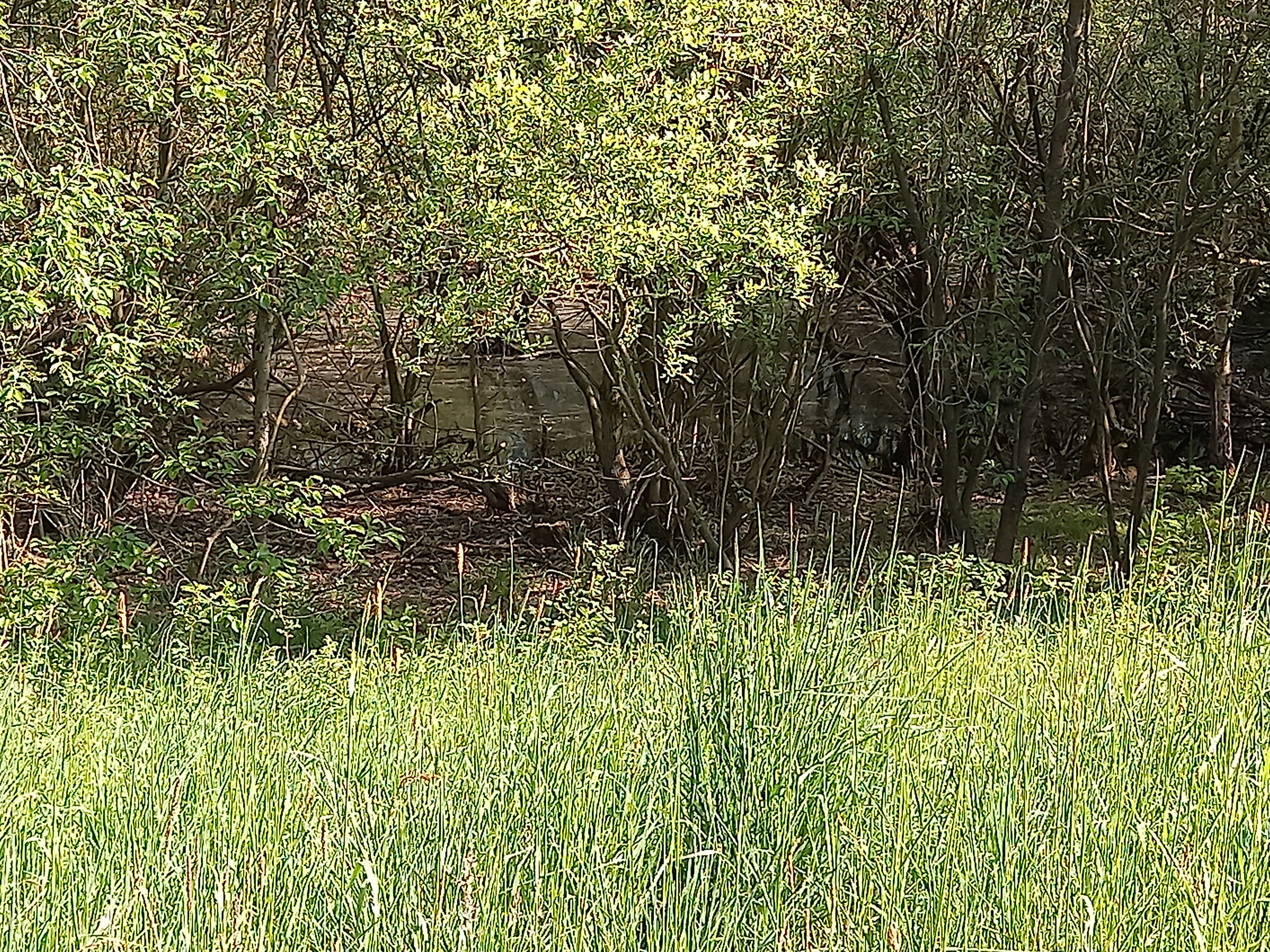
Vernässte Vegetation südlich des Polderdamms
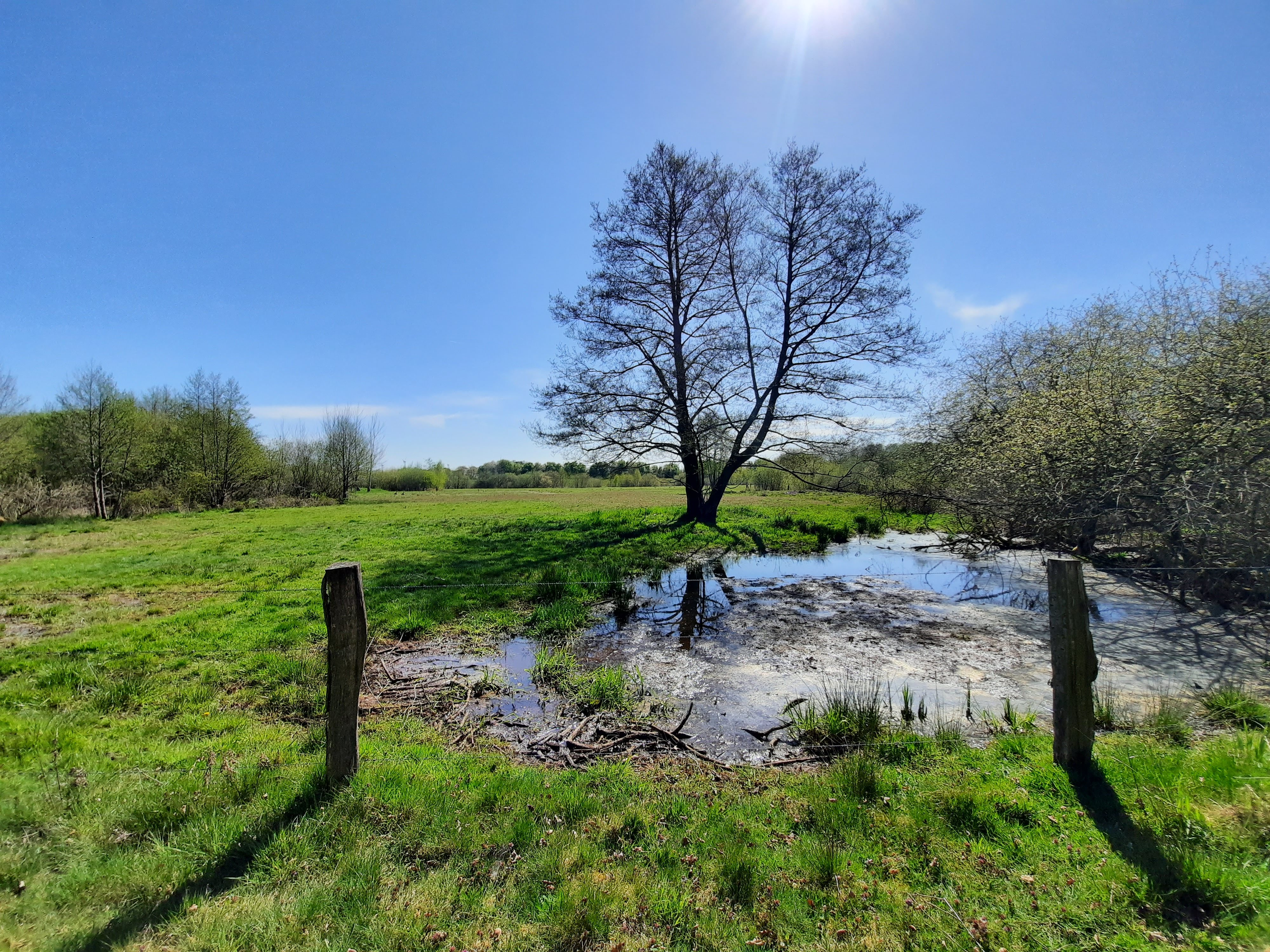
Grünland im Zentrum des Polders